# Andronique de Pannonie
Pour les articles homonymes, voir Andronique.
Andronique (en latin : Andronicus) est un chrétien du Ier siècle, disciple de l’apôtre Paul qui le mentionne dans son Épître aux Romains.

## Compagnon de Paul de Tarse
Andronique et Junias sont salués par Paul à la fin de sa lettre à l’Église chrétienne de Rome :

« Saluez Andronique et Junias, mes parents et mes compagnons de captivité, qui jouissent d’une grande considération parmi les apôtres et qui même ont été dans le Christ avant moi. »

— Rm 16,7.
L’apôtre se réfère à eux comme à des parents, voulait probablement dire qu’ils étaient ses frères en tant que juifs sinon par le sang. En ajoutant qu'Andronique fut « en Christ » avant lui, Paul laisse entendre que sa conversation se situerait dans les cinq années précédant la Crucifixion de Jésus, et les rattacherait ainsi à l’Église de Jérusalem, plutôt qu’à celle d’Antioche.
Par ailleurs, le nom de Junias est parfois traduit par Junie, et identifiée comme étant sa femme. Celle-ci serait alors une femme apôtre des premiers temps de l’Église.

## Traditions orthodoxes
Selon la Tradition, Andronique est au nombre des septante disciples. Tous les deux sont mentionnés dans l’Évangile selon Luc, envoyés par Jésus pour répandre la Bonne Nouvelle. Ils auraient ainsi compté parmi les cent-vingt disciples, présents le jour de la Pentecôte, pour y recevoir l’Esprit saint.
Andronique a une intense activité apostolique dans l’Empire romain, si bien qu’il est cité comme évêque de Pannonie et parfois d'Apamée. 
Les circonstances de sa mort demeurent inconnues. L'office orthodoxe en l'honneur des deux saints précise qu'ils auraient soufferts le martyre.  
Au Ve siècle, sous le règne des empereurs Arcadius et Honorius, leurs reliques semblent avoir été mises au jour dans les faubourgs de Constantinople avec d'éventuels autres martyrs, à la porte Eugenius, et une église fut construite à cet emplacement.

## Célébration liturgique
Andronique est célébré par les églises chrétiennes le 17 mai.